# Crazy Love Tour
Il Crazy Love Tour è il quarto tour del cantante italo-canadese Michael Bublé. Il tour è stato lanciato per la promozione del suo album in studio Crazy Love. Ha fatto tappa in Nord America, Europa, Australia, Asia, Sud America e infine in Sudafrica, dove ha tenuto cinque concerti tra Città del Capo e North West Province, esibendosi davanti a più di un milione di fan in quasi 21 paesi.
Il tour ha ricevuto notevoli elogi da vari critici musicali e spettatori.
Nel 2010, Pullstar ha annunciato che il Crazy Love Tour è diventato il sesto tour con maggior numero di incassi del mondo, guadagnando oltre 100 milioni di dollari con 99 spettacoli sold-out. Inoltre è stato il tour con maggior numero di incassi nel Nord America, arrivando a 60 milioni di dollari di fatturato e 50 show sold-out. Il tour nella "Top 50 Worldwide Tour (Mid-Year)" si è aggiudicato la 16ª posizione guadagnando oltre 60 milioni di dollari nel 2011. Alla fine del 2011, nella classifica annuale della Billboard, "Top 25 Tour", si è classificato undicesimo, guadagnando quasi 50 milioni di dollari con 57 spettacoli nel solo 2011.

## Background
Il tour è stato annunciato ufficialmente nel novembre 2009. Descrivendo il tour, Bublé ha dichiarato "Lo spettacolo sarà altisonante, cinematografico e al tempo stesso un'esperienza molto intima. Non vedo l'ora di tornare in tour e, naturalmente, di rivedere i miei fan. Mi mancano". Durante un'intervista con The Scotsman, Bublé ha commentato su come lo spettacolo non fosse un tipico varietà di Las Vegas. Il cantante non voleva che i suoi spettacoli risultassero banali e volle che le parti vocali fossero più importanti di ogni altra cosa. Il tour indica l'impresa, secondo Bublé, di suonare nelle arene del Nord America e dell'Europa. Bublé ha voluto creare un ambiente intimo con show in stile teatrale, rendendo il concerto nelle arene caldo e accogliente.
Le prove del tour si sono svolte presso il Veterans Memorial Arena Jacksonville a Jacksonville, in Florida, dal 26 febbraio 2010 al 7 marzo 2010 ed è iniziato il 10 marzo 2010 presso l'Amway Arena di Orlando, in Florida, per un concerto sold-out. Il tour ha fatto tappa in Europa, Australia, Asia, Sud America e Africa per un totale 185 concerti e oltre un milione di spettatori.
(Michael Bublé)

### Messa in scena
Anche se Michael Bublé è considerato un artista Jazz contemporaneo, l'allestimento per il suo "Crazy Love Tour" è stato molto simile alla messa in scena di molti concerti rock. Volendosi allontanare dal tipico ambiente dei cabaret di Las Vegas, il palco è stato progettato da Merker Fisher, noto per il suo lavoro con Tina Turner, Pink Floyd e U2, e comprendeva un unico blocco capace di ospitare la band del cantante e un'orchestra da otto pezzi. Lo stage include anche un punto separato in cui il cantante esegue Home. Il palco è stato dotato inoltre di sei colonne cilindriche di luci con illuminazione VersaTube ed effetti video, con un megaschermo tra ogni colonna. Schermi e colonne, infine, cambiavano configurazione e colori durante il corso dello spettacolo.

## Artisti di apertura
- Naturally 7

## Setlist

### Set I (10 marzo 2010-3 novembre 2010)
1. Cry Me a River
2. All of Me
3. At This Moment
4. Mack the Knife
5. Everything
6. I've Got the World on a String
7. Crazy Love
8. Georgia on My Mind
9. Force Once of My Life
10. Medley Billie Jean/Twist & Shout (performance con i Naturally 7)
11. All I Do Is Dream of You (performance con i Naturally 7)
12. Home
13. Save the Last Dance for Me
14. How Sweet It Is (To Be Loved by You)
15. Hearthche Tonight
16. Haven't Met You Yet

Encore:
1. Feeling Good
2. Me and Mrs. Jones
3. A Song for You

### Set II (23 novembre 2010-6 maggio 2012)
1. Cry Me a River
2. All of Me
3. At This Momentv
4. Mack the Knife
5. Everything
6. I've Got the World on a String
7. Best of Me
8. Crazy Love
9. Georgia on My Mind
10. For Once in My Life
11. Medley: Billie Jean / Twist and Shout (performamce con i Naturally 7)
12. All I Do Is Dream of You (performance con i Naturally 7)
13. Some Kind of Wonderful
14. Home
15. Hollywood (performance con i Naturally 7)
16. How Sweet It Is (To Be Loved by You)
17. Heartache Tonight
18. Haven't Met You Yet (contiene materiale di I Gotta Feeling)

Encore
1. Feeling Good
2. Me and Mrs. Jones
3. A Song for You

## Date
| Data                   | Città                   | Paese                  | Struttura                                 |
| America Settentrionale | America Settentrionale  | America Settentrionale | America Settentrionale                    |
| ---------------------- | ----------------------- | ---------------------- | ----------------------------------------- |
| 10 marzo 2010          | Orlando                 | Stati Uniti d'America  | Amway Arena                               |
| 12 marzo 2010          | Sunrise                 | Stati Uniti d'America  | BankAtlantic Center                       |
| 13 marzo 2010          | Tampa                   | Stati Uniti d'America  | St. Pete Times Forum                      |
| 14 marzo 2010          | Duluth                  | Stati Uniti d'America  | Arena at Gwinnett Center                  |
| 16 marzo 2010          | Filadelfia              | Stati Uniti d'America  | Wachovia Center                           |
| 17 marzo 2010          | Pittsburgh              | Stati Uniti d'America  | Petersen Events Center                    |
| 19 marzo 2010          | Worcester               | Stati Uniti d'America  | DCU Center                                |
| 20 marzo 2010          | New York                | Stati Uniti d'America  | Madison Square Garden                     |
| 23 marzo 2010          | Cleveland               | Stati Uniti d'America  | Wolstein Center                           |
| 24 marzo 2010          | Cincinnati              | Stati Uniti d'America  | U.S. Bank Arena                           |
| 25 marzo 2010          | Auburn Hills            | Stati Uniti d'America  | The Palace of Auburn Hills                |
| 27 marzo 2010          | Rosemont                | Stati Uniti d'America  | Allstate Arena                            |
| 28 marzo 2010          | Saint Paul              | Stati Uniti d'America  | Xcel Energy Center                        |
| 30 marzo 2010          | Denver                  | Stati Uniti d'America  | Pepsi Center                              |
| 31 marzo 2010          | West Valley City        | Stati Uniti d'America  | E Center                                  |
| 2 aprile 2010          | Portland                | Stati Uniti d'America  | Rose Garden                               |
| 3 aprile 2010          | Seattle                 | Stati Uniti d'America  | KeyArena                                  |
| 6 aprile 2010          | Oakland                 | Stati Uniti d'America  | Oracle Arena                              |
| 8 aprile 2010          | Phoenix                 | Stati Uniti d'America  | US Airways Center                         |
| 9 aprile 2010          | Los Angeles             | Stati Uniti d'America  | Staples Center                            |
| Europa                 |                         |                        |                                           |
| 6 maggio 2010          | Sheffield               | Inghilterra            | Sheffield Arena                           |
| 8 maggio 2010          | Glasgow                 | Scozia                 | Scottish Exhibition and Conference Centre |
| 9 maggio 2010          | Manchester              | Inghilterra            | Manchester Evening News Arena             |
| 11 maggio 2010         | Liverpool               | Inghilterra            | Echo Arena Liverpool                      |
| 12 maggio 2010         | Newcastle               | Inghilterra            | Metro Radio Arena                         |
| 14 maggio 2010         | Birmingham              | Inghilterra            | LG Arena                                  |
| 15 maggio 2010         | Londra                  | Inghilterra            | The O2 Arena                              |
| 16 maggio 2010         | Londra                  | Inghilterra            | The O2 Arena                              |
| 22 maggio 2010         | Verona                  | Italia                 | Verona Arena                              |
| 23 maggio 2010         | Milano                  | Italia                 | Mediolanum Forum                          |
| 25 maggio 2010         | Monaco di Baviera       | Germania               | Olympiahalle                              |
| 26 maggio 2010         | Zurigo                  | Svizzera               | Hallenstadion                             |
| 28 maggio 2010         | Berlino                 | Germania               | O2 World                                  |
| 30 maggio 2010         | Anversa                 | Belgio                 | Sportpaleis                               |
| 31 maggio 2010         | Oberhausen              | Germania               | König Pilsener Arena                      |
| 1º giugno 2010         | Amburgo                 | Germania               | O2 World Hamburg                          |
| 3 giugno 2010          | Parigi                  | Francia                | Palais Omnisports de Paris-Bercy          |
| America Settentrionale |                         |                        |                                           |
| 22 giugno 2010         | Tulsa                   | Stati Uniti d'America  | BOK Center                                |
| 23 giugno 2010         | Wichita                 | Stati Uniti d'America  | Intrust Bank Arena                        |
| 25 giugno 2010         | St. Louis               | Stati Uniti d'America  | Scottrade Center                          |
| 26 giugno 2010         | Kansas City             | Stati Uniti d'America  | Sprint Center                             |
| 27 giugno 2010         | Omaha                   | Stati Uniti d'America  | Omaha Center Arena                        |
| 29 giugno 2010         | Indianapolis            | Stati Uniti d'America  | Conseco Fieldhouse                        |
| 30 giugno 2010         | Columbus                | Stati Uniti d'America  | Nationwide Arena                          |
| 2 luglio 2010          | Uncasville              | Stati Uniti d'America  | Mohegan Sun Arena                         |
| 3 luglio 2010          | Uncasville              | Stati Uniti d'America  | Mohegan Sun Arena                         |
| 4 luglio 2010          | Uncasville              | Stati Uniti d'America  | Mohegan Sun Arena                         |
| 6 luglio 2010          | Richmond                | Stati Uniti d'America  | Richmond Coliseum                         |
| 7 luglio 2010          | Norfolk                 | Stati Uniti d'America  | Constant Convocation Center               |
| 9 luglio 2010          | Raleigh                 | Stati Uniti d'America  | RBC Center                                |
| 10 luglio 2010         | Charlotte               | Stati Uniti d'America  | Time Warner Cable Arena                   |
| 11 luglio 2010         | Jacksonville            | Stati Uniti d'America  | Jacksonville Veterans Memorial Arena      |
| 13 luglio 2010         | Pensacola               | Stati Uniti d'America  | Pensacola Civic Center                    |
| 14 luglio 2010         | New Orleans             | Stati Uniti d'America  | New Orleans Arena                         |
| 16 luglio 2010         | Houston                 | Stati Uniti d'America  | Toyota Center                             |
| 17 luglio 2010         | San Antonio             | Stati Uniti d'America  | AT&T Center                               |
| 18 luglio 2010         | Dallas                  | Stati Uniti d'America  | American Airlines Center                  |
| 5 agosto 2010          | Montréal                | Canada                 | Bell Centre                               |
| 6 agosto 2010          | Montréal                | Canada                 | Bell Centre                               |
| 7 agosto 2010          | Ottawa                  | Canada                 | Scotiabank Place                          |
| 9 agosto 2010          | London                  | Canada                 | John Labatt Centre                        |
| 10 agosto 2010         | Toronto                 | Canada                 | Air Canada Centre                         |
| 11 agosto 2010         | Toronto                 | Canada                 | Air Canada Centre                         |
| 13 agosto 2010         | Winnipeg                | Canada                 | MTS Centre                                |
| 14 agosto 2010         | Saskatoon               | Canada                 | Credit Union Centre                       |
| 17 agosto 2010         | Calgary                 | Canada                 | Pengrowth Saddledome                      |
| 18 agosto 2010         | Calgary                 | Canada                 | Pengrowth Saddledome                      |
| 20 agosto 2010         | Vancouver               | Canada                 | Rogers Arena                              |
| 21 agosto 2010         | Vancouver               | Canada                 | Rogers Arena                              |
| 24 agosto 2010         | Sacramento              | Stati Uniti d'America  | ARCO Arena                                |
| 27 agosto 2010         | San Diego               | Stati Uniti d'America  | San Diego Sports Arena                    |
| 28 agosto 2010         | Las Vegas, Nevada       | Stati Uniti d'America  | MGM Grand Garden Arena                    |
| Europa                 |                         |                        |                                           |
| 24 settembre 2010      | Dublino                 | Irlanda                | Aviva Stadium                             |
| 25 settembre 2010      | Dublino                 | Irlanda                | Aviva Stadium                             |
| 27 settembre 2010      | Sheffield               | Inghilterra            | Motorpoint Arena                          |
| 28 settembre 2010      | Newcastle               | Inghilterra            | Metro Radio Arena                         |
| 30 settembre 2010      | Nottingham              | Inghilterra            | Trent FM Arena Nottingham                 |
| 2 ottobre 2010         | Londra                  | Inghilterra            | Wembley Arena                             |
| 3 ottobre 2010         | Londra                  | Inghilterra            | Wembley Arena                             |
| 4 ottobre 2010         | Londra                  | Inghilterra            | Wembley Arena                             |
| 6 ottobre 2010         | Manchester              | Inghilterra            | Manchester Evening News Arena             |
| 7 ottobre 2010         | Manchester              | Inghilterra            | Manchester Evening News Arena             |
| 9 ottobre 2010         | Birmingham              | Inghilterra            | National Indoor Arena                     |
| 10 ottobre 2010        | Birmingham              | Inghilterra            | National Indoor Arena                     |
| 12 ottobre 2010        | Anversa                 | Belgio                 | Sportpaleis                               |
| 13 ottobre 2010        | Hannover                | Germania               | TUI Arena                                 |
| 14 ottobre 2010        | Colonia                 | Germania               | Lanxess Arena                             |
| 16 ottobre 2010        | Francoforte sul Meno    | Germania               | Festhalle Frankfurt                       |
| 17 ottobre 2010        | Stoccarda               | Germania               | Porsche Arena                             |
| 27 ottobre 2010        | Parigi                  | Francia                | Palais Omnisports de Paris-Bercy          |
| 28 ottobre 2010        | Arnhem                  | Paesi Bassi            | GelreDome                                 |
| 29 ottobre 2010        | Tolosa                  | Francia                | Zénith de Toulouse                        |
| 30 ottobre 2010        | Barcellona              | Spagna                 | Palau Sant Jordi                          |
| 31 ottobre 2010        | Madrid                  | Spagna                 | Palacio de Deportes                       |
| 2 novembre 2010        | Lisbona                 | Portogallo             | Pavilhão Atlântico                        |
| 3 novembre 2010        | Lisbona                 | Portogallo             | Pavilhão Atlântico                        |
| America Settentrionale |                         |                        |                                           |
| 23 novembre 2010       | Hershey                 | Stati Uniti d'America  | Giant Center                              |
| 24 novembre 2010       | Filadelfia              | Stati Uniti d'America  | Wells Fargo Center                        |
| 26 novembre 2010       | Newark                  | Stati Uniti d'America  | Prudential Center                         |
| 27 novembre 2010       | Boston                  | Stati Uniti d'America  | TD Garden                                 |
| 28 novembre 2010       | New York City           | Stati Uniti d'America  | Madison Square Garden                     |
| 30 novembre 2010       | Washington              | Stati Uniti d'America  | Verizon Center                            |
| 1º dicembre 2010       | Buffalo                 | Stati Uniti d'America  | HSBC Arena                                |
| 3 dicembre 2010        | Grand Rapids            | Stati Uniti d'America  | Van Andel Arena                           |
| 4 dicembre 2010        | Rosemont                | Stati Uniti d'America  | Allstate Arena                            |
| 5 dicembre 2010        | Nashville               | Stati Uniti d'America  | Bridgestone Arena                         |
| 7 dicembre 2010        | North Little Rock       | Stati Uniti d'America  | Verizon Arena                             |
| 8 dicembre 2010        | Oklahoma City           | Stati Uniti d'America  | Oklahoma City Arena                       |
| 11 dicembre 2010       | Anaheim                 | Stati Uniti d'America  | Honda Center                              |
| 13 dicembre 2010       | Los Angeles             | Stati Uniti d'America  | Staples Center                            |
| Australia              |                         |                        |                                           |
| 11 febbraio 2011       | Brisbane                | Australia              | Brisbane Entertainment Centre             |
| 12 febbraio 2011       | Brisbane                | Australia              | Brisbane Entertainment Centre             |
| 14 febbraio 2011       | Sydney                  | Australia              | Acer Arena                                |
| 15 febbraio 2011       | Sydney                  | Australia              | Acer Arena                                |
| 17 febbraio 2011       | Sydney                  | Australia              | Acer Arena                                |
| 19 febbraio 2011       | Sydney                  | Australia              | Sydney Entertainment Centre               |
| 22 febbraio 2011       | Melbourne               | Australia              | Rod Laver Arena                           |
| 23 febbraio 2011       | Melbourne               | Australia              | Rod Laver Arena                           |
| 25 febbraio 2011       | Melbourne               | Australia              | Rod Laver Arena                           |
| 26 febbraio 2011       | Melbourne               | Australia              | Rod Laver Arena                           |
| 28 febbraio 2011       | Adelaide                | Australia              | Adelaide Entertainment Centre             |
| 1º marzo 2011          | Adelaide                | Australia              | Adelaide Entertainment Centre             |
| 4 marzo 2011           | Swan                    | Australia              | Sandalford Wines Estate                   |
| 5 marzo 2011           | Swan                    | Australia              | Sandalford Wines Estate                   |
| 6 marzo 2011           | Margaret River          | Australia              | Margaret River                            |
| Asia                   |                         |                        |                                           |
| 9 marzo 2011           | Kallang                 | Singapore              | Singapore Indoor Stadium                  |
| 11 marzo 2011          | Wan Chai                | Hong Kong              | HKCEC Hall 5BC                            |
| 13 marzo 2011          | Shah Alam               | Malaysia               | Stadium Malawati                          |
| America Settentrionale |                         |                        |                                           |
| 1º giugno 2011         | Austin                  | Stati Uniti d'America  | Frank Erwin Center                        |
| 3 giugno 2011          | Memphis                 | Stati Uniti d'America  | FedExForum                                |
| 4 giugno 2011          | Louisville              | Stati Uniti d'America  | KFC Yum! Center                           |
| 5 giugno 2011          | Milwaukee               | Stati Uniti d'America  | Bradley Center                            |
| 7 giugno 2011          | Toledo                  | Stati Uniti d'America  | Huntington Center                         |
| 8 giugno 2011          | Wilkes-Barre            | Stati Uniti d'America  | Mohegan Sun Arena at Casey Plaza          |
| 10 giugno 2011         | Pittsburgh              | Stati Uniti d'America  | Consol Energy Center                      |
| 11 giugno 2011         | Atlantic City           | Stati Uniti d'America  | Boardwalk Hall                            |
| 12 giugno 2011         | Providence              | Stati Uniti d'America  | Dunkin' Donuts Center                     |
| 14 giugno 2011         | Uncasville              | Stati Uniti d'America  | Mohegan Sun Arena                         |
| 16 giugno 2011         | Uncasville              | Stati Uniti d'America  | Mohegan Sun Arena                         |
| 17 giugno 2011         | Manchester              | Stati Uniti d'America  | Verizon Wireless Arena                    |
| 18 giugno 2011         | Albany                  | Stati Uniti d'America  | Times Union Center                        |
| 21 giugno 2011         | Springfield             | Stati Uniti d'America  | JQH Arena                                 |
| 23 giugno 2011         | Des Moines              | Stati Uniti d'America  | Wells Fargo Arena                         |
| 24 giugno 2011         | Moline                  | Stati Uniti d'America  | i wireless Center                         |
| 25 giugno 2011         | Duluth                  | Stati Uniti d'America  | AMSOIL Arena                              |
| 5 agosto 2011          | Kelowna                 | Canada                 | Prospera Place                            |
| 6 agosto 2011          | Victoria                | Canada                 | Save-On-Foods Memorial Centre             |
| 8 agosto 2011          | Edmonton                | Canada                 | Rexall Place                              |
| 10 agosto 2011         | Spokane                 | Stati Uniti d'America  | Spokane Veterans Memorial Arena           |
| 11 agosto 2011         | Boise                   | Stati Uniti d'America  | Taco Bell Arena                           |
| 13 agosto 2011         | San Jose                | Stati Uniti d'America  | HP Pavilion at San Jose                   |
| 14 agosto 2011         | Fresno                  | Stati Uniti d'America  | Save Mart Center                          |
| 16 agosto 2011         | El Paso                 | Stati Uniti d'America  | Don Haskins Center                        |
| 18 agosto 2011         | Monterrey               | Messico                | Arena Monterrey                           |
| 20 agosto 2011         | Città del Messico       | Messico                | Auditorio Nacional                        |
| 21 agosto 2011         | Città del Messico       | Messico                | Auditorio Nacional                        |
| 9 marzo 2012           | Città del Messico       | Messico                | Auditorio Nacional                        |
| 10 marzo 2012          | Città del Messico       | Messico                | Auditorio Nacional                        |
| 11 marzo 2012          | Città del Messico       | Messico                | Auditorio Nacional                        |
| America Meridionale    |                         |                        |                                           |
| 17 marzo 2012          | Santiago del Cile       | Cile                   | Movistar Arena                            |
| 18 marzo 2012          | Santiago del Cile       | Cile                   | Movistar Arena                            |
| 22 marzo 2012          | Córdoba                 | Argentina              | Orfeo Superdomo                           |
| 24 marzo 2012          | Buenos Aires            | Argentina              | Luna Park                                 |
| 25 marzo 2012          | Buenos Aires            | Argentina              | Luna Park                                 |
| 26 marzo 2012          | Buenos Aires            | Argentina              | Luna Park                                 |
| 31 marzo 2012          | Rio de Janeiro          | Brasile                | HSBC Arena                                |
| 1º aprile 2012         | San Paolo               | Brasile                | Via Funchal                               |
| Europa                 |                         |                        |                                           |
| 15 aprile 2012         | Herning                 | Danimarca              | Jyske Bank Boxen                          |
| 17 aprile 2012         | Oslo                    | Norvegia               | Oslo Spektrum                             |
| 18 aprile 2012         | Stoccolma               | Svezia                 | Ericsson Globe                            |
| 20 aprile 2012         | Helsinki                | Finlandia              | Hartwall Areena                           |
| 21 aprile 2012         | Tallinn                 | Estonia                | Saku Suurhall Arena                       |
| 23 aprile 2012         | Danzica                 | Polonia                | Ergo Arena                                |
| 25 aprile 2012         | Colonia                 | Germania               | Lanxess Arena                             |
| 26 aprile 2012         | Rotterdam               | Paesi Bassi            | Ahoy Rotterdam                            |
| 27 aprile 2012         | Rotterdam               | Paesi Bassi            | Ahoy Rotterdam                            |
| Africa                 |                         |                        |                                           |
| 1º maggio 2012         | Città del Capo          | Sudafrica              | Grand Arena at Grand West Casino          |
| 2 maggio 2012          | Città del Capo          | Sudafrica              | Grand Arena at Grand West Casino          |
| 3 maggio 2012          | Città del Capo          | Sudafrica              | Grand Arena at Grand West Casino          |
| 5 maggio 2012          | Provincia del Nordovest | Sudafrica              | Sun City                                  |
| 6 maggio 2012          | Provincia del Nordovest | Sudafrica              | Sun City                                  |

Cancellazioni e posticipi
| 18 maggio 2010  | Parigi, Francia         | Palais Omnisports de Paris-Bercy | 27 ottobre 2010 |
| 19 maggio 2010  | Arnhem, Paesi Bassi     | GelreDome                        | 28 ottobre 2010 |
| 18 ottobre 2010 | Salisburgo, Austria     | Salzburgarena                    | Cancellato      |
| 21 ottobre 2010 | Torino, Italia          | PalaTorino                       | Cancellato      |
| 22 ottobre 2010 | Firenze, Italia         | Nelson Mandela Forum             | Cancellato      |
| 23 ottobre 2010 | Roma, Italia            | PalaLottomatica                  | Cancellato      |
| 15 giugno 2011  | Uncasville, Connecticut | Mohegan Sun Arena                | 16 giugno 2011  |

### Incassi
| Struttura                                 | Città                | Biglietti venduti / disponibili | Incasso lordo |
| ----------------------------------------- | -------------------- | ------------------------------- | ------------- |
| Amway Arena                               | Orlando              | 10 972 / 10 972 (100%)          | $877 323      |
| BankAtlantic Center                       | Sunrise              | 12 808 / 12 808 (100%)          | $1 045 323    |
| St. Pete Times Forum                      | Tampa                | 13 433 / 13 433 (100%)          | $1 075 956    |
| Arena at Gwinnett Center                  | Duluth               | 9 765 / 9 765 (100%)            | $810 215      |
| Wachovia Center                           | Filadelfia           | 14 052 / 14 052 (100%)          | $1 144 431    |
| Petersen Events Center                    | Pittsburgh           | 8 950 / 8 950 (100%)            | $682 408      |
| DCU Center                                | Worcester            | 10 063 / 10 063 (100%)          | $831 579      |
| Madison Square Garden                     | New York City        | 26 261 / 26 261 (100%)          | $2 918 529    |
| Wolstein Center                           | Cleveland            | 9 812 / 9 812 (100%)            | $797 000      |
| U.S. Bank Arena                           | Cincinnati           | 10 539 / 10 539 (100%)          | $802 326      |
| Allstate Arena                            | Rosemont             | 12 797 / 12 797 (100%)          | $1 112 352    |
| Xcel Energy Center                        | Saint Paul           | 13 371 / 13 371 (100%)          | $1 059 000    |
| Pepsi Center                              | Denver               | 9 188 / 9 188 (100%)            | $728 155      |
| Rose Garden                               | Portland             | 9 793 / 9 793 (100%)            | $666 890      |
| KeyArena                                  | Seattle              | 11 170 / 11 170 (100%)          | $884 580      |
| Oracle Arena                              | Oakland              | 12 031 / 12 031 (100%)          | $989 006      |
| US Airways Center                         | Phoenix              | 12 561 / 12 561 (100%)          | $992 442      |
| Staples Center                            | Los Angeles          | 25 298 / 25 298 (100%)          | $2 217 505    |
| Sheffield Arena                           | Sheffield            | 11 424 / 11 630 (98%)           | $898 426      |
| Scottish Exhibition and Conference Centre | Glasgow              | 8 871 / 8 871 (100%)            | $678 980      |
| Manchester Evening News Arena             | Manchester           | 42 814 / 43 208 (99%)           | $3 433 340    |
| Echo Arena Liverpool                      | Liverpool            | 9 662 / 9 823 (98%)             | $757 432      |
| Metro Radio Arena                         | Newcastle            | 19 119 / 19 334 (99%)           | $1 545 125    |
| LG Arena                                  | Birmingham           | 12 538 / 12 919 (97%)           | $961 260      |
| The O2 Arena                              | Londra               | 31 633 31 796 (99%)             | $2 586 220    |
| Sportpaleis                               | Anversa              | 23 601 / 24 498 (96%)           | $1 828 323    |
| O2 World Hamburg                          | Amburgo              | 6 794 / 9 606 (71%)             | $544 209      |
| Palais Omnisports de Paris-Bercy          | Parigi               | 15 740 / 20 154 (78%)           | $1 406 534    |
| BOK Center                                | Tulsa                | 11 121 / 11 121 (100%)          | $837 642      |
| Intrust Bank Arena                        | Wichita              | 7 688 / 7 688 (100%)            | $577 866      |
| Scottrade Center                          | St. Louis            | 11 828 / 11 828 (100%)          | $935 711      |
| Sprint Center                             | Kansas City          | 12 905 / 12 905 (100%)          | $1 010 560    |
| Qwest Center Arena                        | Omaha                | 9 133 / 9 133 (100%)            | $731 474      |
| Conseco Fieldhouse                        | Indianapolis         | 10 636 / 10 636 (100%)          | $851 813      |
| Nationwide Arena                          | Columbus             | 11 392 / 11 392 (100%)          | $805 623      |
| Mohegan Sun Arena                         | Uncasville           | 16 015 / 16 032 (~100%)         | $1 544 545    |
| Richmond Coliseum                         | Richmond             | 8 054 / 8 054 (100%)            | $625 603      |
| RBC Center                                | Raleigh              | 10 264 / 10 264 (100%)          | $795 716      |
| Time Warner Cable Arena                   | Charlotte            | 10 163 / 10 163 (100%)          | $771 887      |
| Jacksonville Veterans Memorial Arena      | Jacksonville         | 10 720 / 10 720 (100%)          | $822 993      |
| Pensacola Civic Center                    | Pensacola            | 6 365 / 6 800 (94%)             | $468 048      |
| New Orleans Arena                         | New Orleans          | 10 919 / 10 919 (100%)          | $839 780      |
| Toyota Center                             | Houston              | 12 076 / 12 076 (100%)          | $961 872      |
| AT&T Center                               | San Antonio          | 13 561 / 13 561 (100%)          | $1 016 848    |
| American Airlines Center                  | Dallas               | 13 482 / 13 482 (100%)          | $1 069 520    |
| Bell Centre                               | Montréal             | 24 022 / 24 022 (100%)          | $2 443 250    |
| John Labatt Centre                        | Londra               | 8 477 / 8 549 (99%)             | $835 524      |
| ARCO Arena                                | Sacramento           | 8 743 / 8 743 (100%)            | $667 122      |
| San Diego Sports Arena                    | San Diego            | 10 550 / 10 550 (100%)          | $827 714      |
| MGM Grand Garden Arena                    | Las Vegas            | 13 300 / 13 300 (100%)          | $1 052 585    |
| Aviva Stadium                             | Dublino              | 95 895 / 100 000 (96%)          | $9 971 100    |
| Motorpoint Arena                          | Sheffield            | 11 334 / 11 502 (98%)           | $932 280      |
| Trent FM Arena Nottingham                 | Nottingham           | 7 687 / 7 951 (97%)             | $642 829      |
| Wembley Arena                             | Londra               | 32 124 / 33 036 (97%)           | $2 944 310    |
| National Indoor Arena                     | Birmingham           | 24 334 / 26 370 (92%)           | $2 005 200    |
| TUI Arena                                 | Hannover             | 4 207 / 10 701 (39%)            | $391 952      |
| Lanxess Arena                             | Colonia              | 7 672 / 11 816 (65%)            | $607 346      |
| Festhalle Frankfurt                       | Francoforte sul Meno | 7 066 / 7 683 (92%)             | $634 773      |
| Porsche Arena                             | Stoccarda            | 4 942 / 5 678 (87%)             | $461 742      |
| GelreDome                                 | Arnhem               | 24 313 / 24 818 (98%)           | $1 944 750    |
| Palau Sant Jordi                          | Barcellona           | 10 882 / 18 147 (60%)           | $676 437      |
| Palacio de Deportes                       | Madrid               | 10 195 / 11 064 (92%)           | $634 489      |
| Pavilhão Atlântico                        | Lisbona              | 24 075 / 25 728 (93%)           | $1 761 540    |
| Giant Center                              | Hershey              | 7 581 / 8 000 (95%)             | $580 138      |
| Wells Fargo Center                        | Filadelfia           | 10 209 / 11 800 (86%)           | $834 876      |
| Prudential Center                         | Newark               | 12 076 / 12 076 (100%)          | $1 030 196    |
| TD Garden                                 | Boston               | 12 227 / 12 227 (100%)          | $1 037 383    |
| Verizon Center                            | Washington, D.C.     | 10 793 / 11 600 (93%)           | $917 735      |
| HSBC Arena                                | Buffalo              | 11 308 / 11 308 (100%)          | $879 915      |
| Van Andel Arena                           | Grand Rapids         | 10 460 / 10 460 (100%)          | $790 473      |
| Bridgestone Arena                         | Nashville            | 10 182 / 10 182 (100%)          | $787 624      |
| Verizon Arena                             | North Little Rock    | 6 216 / 6 750 (92%)             | $371 186      |
| Oklahoma City Arena                       | Oklahoma City        | 8 004 / 8 004 (100%)            | $643 340      |
| Honda Center                              | Anaheim              | 11 666 / 11 666 (100%)          | $1 030 156    |
| Brisbane Entertainment Centre             | Brisbane             | 19 668 / 19 668 (100%)          | $2 257 180    |
| Acer Arena                                | Sydney               | 39 385 / 39 385 (100%)          | $4 674 100    |
| Sydney Entertainment Centre               | Sydney               | 9 849 / 9 849 (100%)            | $1 167 740    |
| Rod Laver Arena                           | Melbourne            | 44 171 / 45 468 (97%)           | $4 880 720    |
| Adelaide Entertainment Centre             | Adelaide             | 14 750 / 14 750 (100%)          | $1 795 800    |
| Sandalford Wines Estate                   | Swan                 | 20 300 / 20 300 (100%)          | $3 724 440    |
| Sandalford Margaret River                 | Margaret River       | 10 069 / 10 069 (100%)          | $1 835 580    |
| Singapore Indoor Stadium                  | Kallang              | 8 376 / 8 376 (100%)            | $1 252 040    |
| HKCEC Hall 5BC                            | Wan Chai             | 6 613 / 6 613 (100%)            | $981 666      |
| Frank Erwin Center                        | Austin               | 8 371 / 9 000 (93%)             | $643 613      |
| FedExForum                                | Memphis              | 6 228 / 6 500 (96%)             | $428 398      |
| KFC Yum! Center                           | Louisville           | 7 494 / 8 600 (87%)             | $550 479      |
| Bradley Center                            | Milwaukee            | 7 764 / 8 750 (89%)             | $583 258      |
| Huntington Center                         | Toledo               | 7 293 / 7 293 (100%)            | $523 089      |
| Mohegan Sun Arena at Casey Plaza          | Wilkes-Barre         | 6 531 / 7 000 (93%)             | $469 961      |
| Consol Energy Center                      | Pittsburgh           | 8 831 / 9 200 (96%)             | $687 895      |
| Boardwalk Hall                            | Atlantic City        | 10 950 / 10 950 (100%)          | $844 807      |
| Dunkin' Donuts Center                     | Providence           | 7 359 / 8 000 (91%)             | $569 383      |
| Mohegan Sun Arena                         | Uncasville           | 6 028 / 8 090 (74%)             | $591 535      |
| Verizon Wireless Arena                    | Manchester           | 7 278 / 7 800 (93%)             | $578 120      |
| Times Union Center                        | Albany               | 7 904 / 7 904 (100%)            | $602 293      |
| JQH Arena                                 | Springfield          | 7 551 / 7 551 (100%)            | $539 374      |
| Wells Fargo Arena                         | Des Moines           | 7 342 / 7 600 (97%)             | $515 506      |
| i wireless Center                         | Moline               | 6 788 / 7 200 (94%)             | $470 819      |
| AMSOIL Arena                              | Duluth               | 5 368 / 5 368 (100%)            | $414 132      |
| Spokane Veterans Memorial Arena           | Spokane              | 6 161 / 7 000 (88%)             | $412 369      |
| HP Pavilion at San Jose                   | San Jose             | 8 484 / 9 000 (94%)             | $680 573      |
| Save Mart Center                          | Fresno               | 6 231 / 7 000 (89%)             | $434 805      |
| Don Haskins Center                        | El Paso              | 7 184 / 7 184 (100%)            | $536 474      |
| Rexall Place                              | Edmonton             | 9 400 / 11 600 (81%)            | $802 563      |
| Auditorio Nacional                        | Città del Messico    | 46 342 / 47 102 (98%)           | $3 315 196    |
| TOTALE                                    | TOTALE               | 1 417 985 / 1 475 378 (96%)     | $125 044 243  |